# Aphthona chekanovskii
Aphthona chekanovskii es un coleóptero de la familia Chrysomelidae. Fue descrita científicamente por primera vez en 1998 por Konstantinov.